# Serbi di Trieste
I serbi di Trieste (in serbo Тршћански Срби?, Tršćanski Srbi) sono una comunità minoritaria di Trieste, presente in città dal XVIII secolo. Erano una forza primaria dietro il dominio economico di Trieste durante il periodo asburgico. Sono oggi tra i gruppi più consistenti dei serbi in Italia. Il loro punto di incontro principale è la chiesa ortodossa della Santissima Trinità e di San Spiridione (1868).

## Storia
All'inizio del XVIII secolo mercanti e armatori serbi stabilirono una comunità a Trieste, la maggior parte originaria di Sarajevo, Trebinje e la baia di Cattaro. Nel 1751 l'imperatrice Maria Teresa d'Austria proclamò la libertà religiosa nella città, e i serbi e i greci di Trieste costruirono la chiesa di San Spiridione lo stesso anno. Il più influente tra i ricchi mercanti serbi dell'epoca erano le famiglie Kurtović, Gopčević, Vojnović e Miletić, che possedevano la maggior parte delle strutture e l'area portuale del Porto Vecchio. Nel 1766 i serbi di Trieste erano 50, nel 1780 raggiunsero i 200.

## La scuola serba
Nel 1782 la comunità serba di Trieste iniziò ad esprimere il desiderio di una scuola serale in lingua serba, un luogo in cui i loro figli potessero essere tramandati nella cultura e nella lingua serbe. Jovan Miletic, un ricco mercante serbo a Trieste, donò 24.000 fiorini per costruire una scuola elementare serba nel 1787. Il 1º luglio 1792 il governo locale approvò la sua apertura e la scuola privata "Jovan Miletic" avviò le lezioni nel centro della città, proprio accanto alla chiesa di San Spiridione. Nel 1911 fu aperta una scuola serale e una sala di lettura. Nel 1911 fu inoltre aggiunto alla scuola un asilo per i rifugiati politici serbi in fuga dalle guerre balcaniche. La scuola rappresentava un pilastro della comunità serba di Trieste, dove i figli dei ricchi mercanti serbi ottenevano un'istruzione e si inserivano nella comunità cittadina.
Nel 1973 la scuola fu chiusa per mancanza di iscrizioni e divenne una scuola domenicale per la lingua e la cultura serbe. Velimir Djerasimović, preside e insegnante della scuola dal 1927, andò in pensione nel 1973. Djerasimović è il padre degli attori cinematografici italiani Ivan Rassimov e Rada Rassimov.

## La Chiesa di San Spiridione

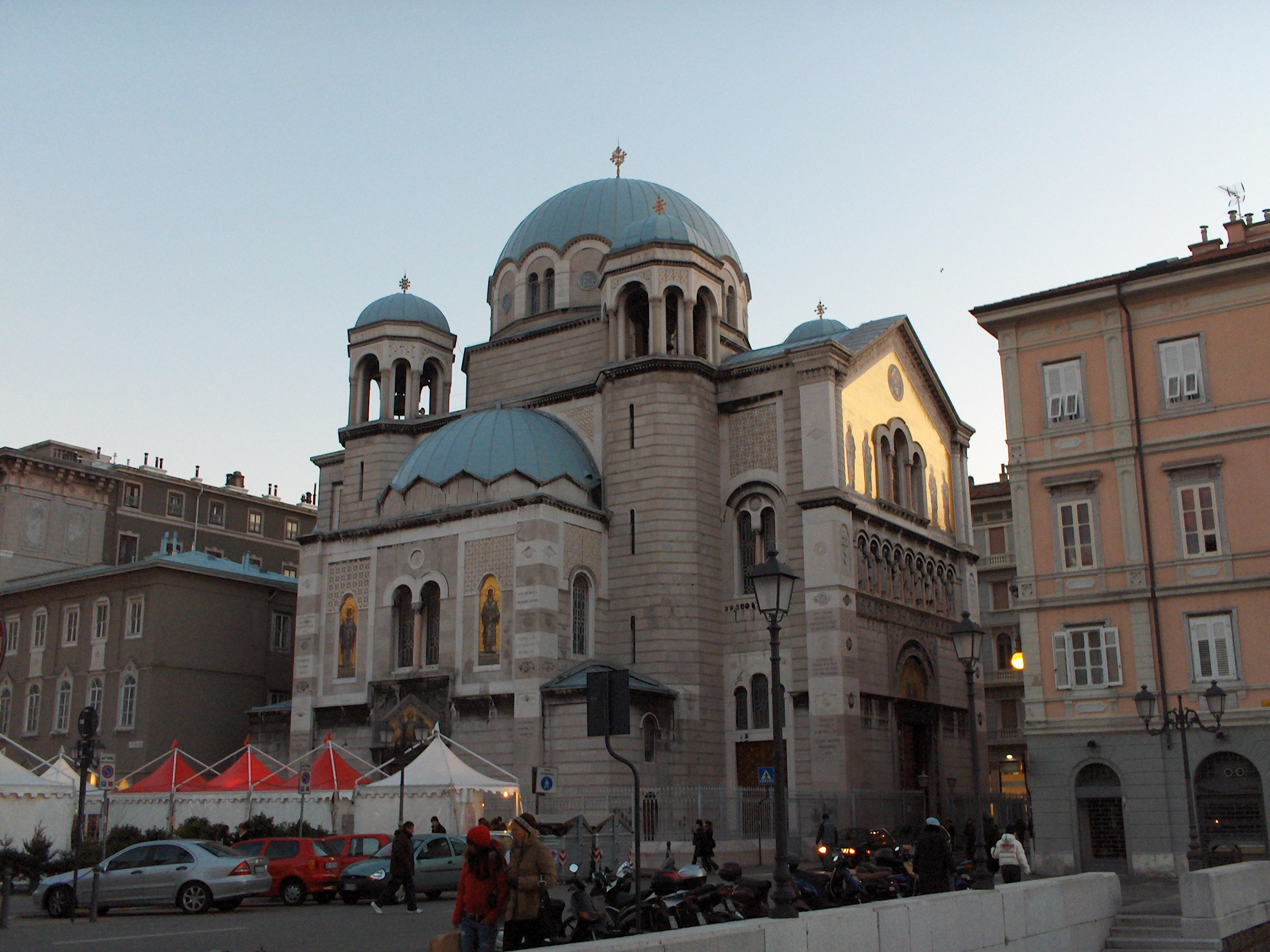
Il Tempio serbo-ortodosso della Santissima Trinità e di San Spiridione

Nel 1782 le comunità serbe ortodosse e greco-ortodosse di Trieste si divisero a causa di importanti disaccordi riguardanti i rituali ecclesiastici e l'uso delle lingue; a quel punto la comunità greca costruì la propria chiesa, dedicata a San Nicola in stile neoclassico, e i serbi continuarono a usare la chiesa originale di San Spiridione. Nel 1861 la comunità serba demolì la chiesa originaria e la ricostruì in stile serbo-bizantino, al fine di "imprimere la propria identità architettonica nel mezzo di una città barocca austro-italiana". La costruzione della chiesa fu completata sette anni dopo, nel 1868. Con la capacità aggiuntiva per 1600 fedeli, fu per lungo tempo la seconda chiesa serba più grande del mondo. La chiesa è piena di capolavori liturgici dell'epoca, opere in oro del XVII e del XVIII secolo, icone antiche ortodosse e libri fatti a mano, rendendolo un importante monumento alla storia e alla cultura serbe. La chiesa fu progettata dall'architetto italiano Carlo Maciachini, con quattro cupole e una grande cupola principale adornata in un colore blu scuro. Nell'800 la popolazione serba di Trieste contava circa 200 persone.

## Sotto il fascismo
Nel 1918, alla fine della prima guerra mondiale, Trieste divenne parte dell'Italia e la vita sociale cambiò drasticamente per i serbi e le altre minoranze di Trieste. A causa del contenzioso confinario con la Jugoslavia monarchica, la società italiana divenne sempre più ostile nei confronti di tutti gli slavi di Trieste, compresi i serbi, e il razzismo antislavo iniziò a fiorire in Italia. I sentimenti antislavi a Trieste erano presenti già prima della guerra, incarnati dal Partito nazionale liberale locale, guidato da Giuseppe Cuzzi, il cui obiettivo era quello di rendere Trieste completamente italiana e cattolica. La propaganda anti-slava si focalizzava sull'idea che i popoli slavi fossero barbari e non potessero integrarsi correttamente in una società civile.
Le tensioni arrivarono al culmine nella seconda guerra mondiale, quando i tedeschi, che avevano occupato l'Italia settentrionale nel settembre del 1943, costruirono l'unico campo di sterminio nazista in Italia, la Risiera di San Sabba, alla periferia di Trieste. Nel 1944 furono giustiziati tremila ebrei, serbi e altri slavi, mentre altre migliaia furono imprigionate in attesa di essere trasferite in altri campi di sterminio.

## Monumenti

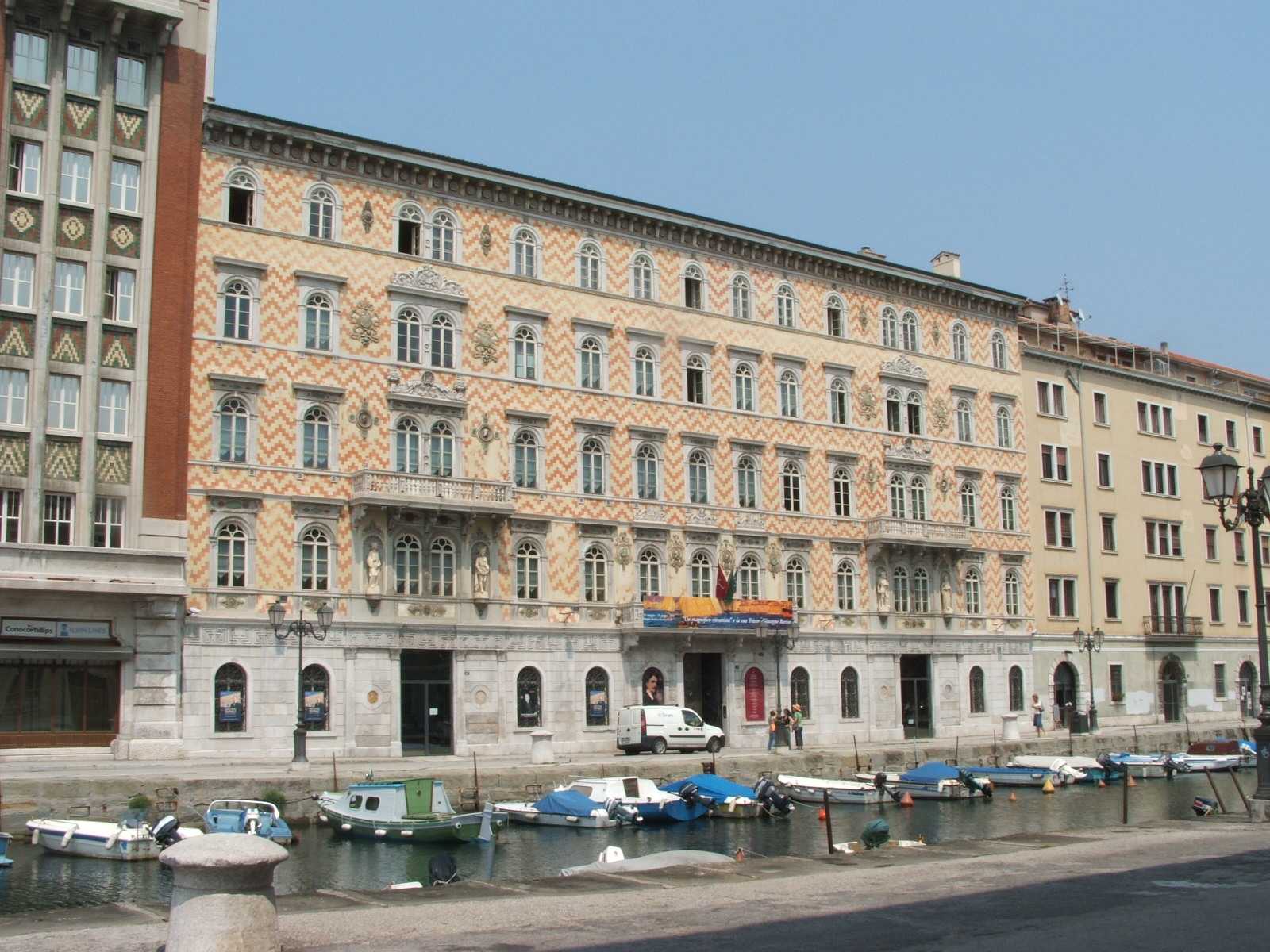
Palazzo Gopcevich

Oltre alla chiesa di San Spiridione e alla scuola serba "Jovan Miletić", i serbi di Trieste hanno contribuito a molti altri importanti punti di riferimento della città. La famiglia Gopčević costruì Palazzo Gopcevich sul Canal Grande, vicino alla chiesa serba, nel 1850 in commemorazione degli eroi che combatterono per l'indipendenza della Serbia dall'impero ottomano (1814). Cristoforo Popovich possedeva molte famose navi mercantili a Trieste, alcune delle più grandi dell'Adriatico: la "Tartana", "Il Feroce Dalmata", "La Forza" e il "Ripatriato", che fu cruciale per i russi durante la guerra di Crimea (1853-1856). Cristoforo Scuglievich (Skuljevic) costruì il Palazzo Scuglievich a metà del 1800 lungo le rive della città e donò il palazzo nella sua volontà alla comunità serba di Trieste; oggi è di proprietà della comunità serba.

## Scrittori serbi triestini
La comunità serba di Trieste ha avuto una relazione profonda e duratura con gli scrittori serbi dal XVIII secolo ad oggi. Iconici scrittori e linguisti serbi come Vuk Karadžić, Dositej Obradović, Petar II Petrović-Njegoš, Zaharije Orfelin e Pavle Solarić sono stati ispirati da Trieste e dalla sua sviluppata comunità serba. Hanno scritto molte opere sull'influenza triestina sul "preromanticismo" serbo e sullo sviluppo culturale in un periodo in cui i serbi mancavano di statualità e di espressione culturale. Vuk Karadžić, linguista serbo e creatore della lingua serba standardizzata, è rimasto in costante contatto con la comunità serba di Trieste dalla sua casa di Vienna. Nel 1813 Vuk invitò i serbi triestani a sottoscrivere il giornale in lingua serba "Novine Serbske" promuovendo la lingua serba standardizzata di recente, e nel 1814 furono acquistate più di sessanta copie del dizionario standard serbo. Il "padre della letteratura serba contemporanea" Lukijan Mušicki scrisse un'ode ai mercanti serbi di Trieste nel 1835, e lo scrittore rivoluzionario Dositej Obradović insegnò ai figli dei ricchi mercanti serbi. Molti poeti e folcloristi serbi hanno lavorato per qualche tempo nella chiesa di San Spiridione. Un sentimento quasi universale di ispirazione e ammirazione per la ricca comunità serba di Trieste era condiviso dai loro contemporanei balcanici-serbi.

## La comunità serba triestina oggi
Oggi, i serbi rappresentano la più grande comunità di origine straniera di Trieste, che conta circa 2000 persone, anche se alcune cifre indicano fino a 18.000. La stragrande maggioranza dei serbi a Trieste oggi discende dall'ondata di immigrazione che segue le guerre jugoslave degli anni '90.
La squadra di calcio "Serbia Sport", aperta nel 1992, ha vinto una moltitudine di campionati nel campionato di calcio locale di Trieste, rendendola oggi una delle migliori squadre di calcio della Provincia di Trieste. Insieme all'Associazione serba "Vuk Karadzic", Serbia Sport organizza un torneo annuale di calcio serbo-diaspora a Trieste durante la festa serba Spasovdan, che avviene 40 giorni dopo Pasqua.
Dal 2009 la comunità serba di Trieste, l'associazione serba "Vuk Karadzic", organizza un festival annuale di tromba in stile balcanico alla periferia di Trieste chiamato "Guča na Krasu" (Guča in Carso), sul modello del famoso Guča Trumpet Festival in Serbia. Fin dai suoi inizi, il festival è riuscito ad ottenere riconoscimento e popolarità, riuscendo a ottenere musicisti famosi come Goran Bregović e Boban Marković, così come molti artisti italiani famosi.
Nel 2010 la Società serba ortodossa di Trieste guidata da Bogoljub Stojičević ha chiesto al governo locale di concedere l'autonomia culturale della Comunità serba di Trieste e di ripristinare la scuola serba Jovan Miletić come scuola a tempo pieno - già declassata a scuola domenicale per inattività nel 1973.
Nel 2016 la comunità serba di Trieste ha festeggiato i 260 anni di presenza in città, contando su circa 7.000 membri.. Lo stesso anno il Comune ha aperto uno spazio informativo dedicato alla comunità serba in via Genova.